# Монтереј Парк (Калифорнија)
Монтереј Парк (енгл. Monterey Park) град је у америчкој савезној држави Калифорнија. По попису становништва из 2010. у њему је живело 60.269 становника.

## Демографија
Према попису становништва из 2010. у граду је живело 60.269 становника, што је 218 (0,4%) становника више него 2000. године.
| Група             | 2000.          | 2010.          |
| Белци             | 4.362 (7,3%)   | 2.998 (5,0%)   |
| Афроамериканци    | 226 (0,4%)     | 252 (0,4%)     |
| Азијати           | 37.125 (61,8%) | 40.301 (66,9%) |
| Хиспаноамериканци | 17.359 (28,9%) | 16.218 (26,9%) |
| Укупно            | 60.051         | 60.269         |